# Orden del Congreso Brasileño
La Orden del Congreso Brasileño (en portugués: Ordem do Congresso Nacional [Brasileiro]) es una orden honorífica brasileña diseñada para recompensar tanto a nacionales como a extranjeros que han prestado servicios relevantes a Brasil, especialmente dentro del Congreso Nacional.

## Historia

### Creación
La orden fue creada mediante el Decreto Legislativo N.° 70 del 23 de noviembre, posee un consejo que consta de once senadores y once diputados, que analiza las solicitudes de ingreso a la Orden. Su Gran Maestro es el presidente del Senado, y su canciller es el presidente de la Cámara de Representantes.

## Características

### Insignias
- Anverso: Cruz, cuyos brazos evocan las columnas características de la arquitectura de Brasil, esmaltadas en verde y amarillo, ribeteadas en oro pulido, rodeadas por una corona de ramas de café, en oro; el centro de la cruz contiene tres círculos concéntricos, bordeados en oro pulido, el círculo más pequeño esmaltado en azul cielo, con la constelación de la Cruz del Sur, en esmalte blanco, y la circunferencia, en un círculo más pequeño esmaltado en blanco, la leyenda; Orden de la leyenda del Congreso Nacional, en oro pulido, y la última circunferencia, un círculo también blanco, en esmalte interrumpido por los brazos de la cruz; entre los brazos de la cruz hay cuatro triángulos huecos con lados arqueados, esmaltados en azul cielo y ribeteados en oro pulido, cuyos vértices tocan los brazos de la cruz y la corona de ramas de café, colocando la base de los triángulos en la circunferencia más grande.
- Reverso: Es igual que el anverso, y en el círculo central, en un campo azul cielo, esmaltado, con incrustaciones en esmalte blanco, el mapa de Brasil, y en él, en oro pulido, la silueta del conjunto arquitectónico principal del Congreso Nacional de Brasil. y, en la circunferencia, en círculo esmaltado en blanco, la leyenda República Federativa de Brasil, en oro pulido, la última circunferencia, en círculo también en blanco, en esmalte, interrumpida por los brazos de la cruz.

### Cinta y banda
Escarlata, con dos rayas blancas. 

### Grados
No hay límite para el número de grados. Deben permanecer al menos cuatro años en cierto grado antes de ser promovido a superior. 
- Gran Collar: destinado a los presidentes de ambas cámaras del Congreso Nacional, así como a jefes de Estado o grandes personalidades extranjeras.
- Gran Cruz: para jefes de Estado, vicepresidentes o presidentes de tribunales supremos nacionales o extranjeros.
- Gran Funcionario: ministros, senadores, diputados federales, gobernadores, embajadores, oficiales supremos de las Fuerzas Armadas y presidentes de los Tribunales Superiores Nacionales, entre otros.
- Comandante: Rectores, miembros de los más altos tribunales de la Unión, presidentes de asambleas legislativas, personal militar de alto rango, científicos, ministros plenipotenciarios y secretarios de gobiernos estatales, entre otros.
- Funcionario: Cónsules, profesores universitarios, diputados estatales, primeros secretarios, militares de alto rango y miembros de los Tribunales de Justicia y Contralorías, entre otros.
- Caballero: Segundo y tercer secretarios, oficiales de las Fuerzas Armadas, escritores, maestros, magistrados, funcionarios públicos, artistas, deportistas y agregados civiles, entre otros.